# یوکی شیوتانی
یوکی شیوتانی (ژاپنی: 押谷 祐樹؛ زادهٔ ۲۳ سپتامبر ۱۹۸۹) یک بازیکن فوتبال اهل ژاپن است.
از باشگاه‌هایی که در آن بازی کرده‌است می‌توان به باشگاه فوتبال جوبیلو ایواتا، باشگاه فوتبال گیفو، باشگاه فوتبال فاگیانو اوکایاما، باشگاه فوتبال ناگویا گرامپوس و باشگاه فوتبال توکوشیما ورتیس اشاره کرد.